# Strozzacapponi
Strozzacapponi è una località condivisa dai comuni di Corciano e Perugia in provincia di Perugia, crocevia tra il quartiere di San Sisto, Castel Del Piano e San Mariano. È attraversata da un lato dalla strada Pievaiola e dall'altro dalla via Corcianese.
La località ha assunto importanza rilevante in seguito al ritrovamento di un sito etrusco.
A Strozzacapponi si svolge la sagra del crostone e dei taglierini al tartufo. Altro avvenimento folkloristico è la corsa del gallo nella quale i tre rioni torre, fosso e belvedere si contendono il trofeo del gallo d'oro recentemente restaurato.